# Eric Engo
Eric Engo (1º agosto 1970) è un ex calciatore gabonese, di ruolo difensore.

## Carriera

### Nazionale
Ha debuttato in Nazionale il 2 agosto 1998, in Guinea Equatoriale-Gabon (0-2). Ha partecipato, con la Nazionale, alla Coppa d'Africa 2000. Ha collezionato in totale, con la maglia della Nazionale, quattro presenze.

## Statistiche

### Cronologia presenze e reti in Nazionale
| Cronologia completa delle presenze e delle reti in nazionale ― Gabon | Cronologia completa delle presenze e delle reti in nazionale ― Gabon | Cronologia completa delle presenze e delle reti in nazionale ― Gabon | Cronologia completa delle presenze e delle reti in nazionale ― Gabon | Cronologia completa delle presenze e delle reti in nazionale ― Gabon | Cronologia completa delle presenze e delle reti in nazionale ― Gabon | Cronologia completa delle presenze e delle reti in nazionale ― Gabon | Cronologia completa delle presenze e delle reti in nazionale ― Gabon |
| Data                                                                 | Città                                                                | In casa                                                              | Risultato                                                            | Ospiti                                                               | Competizione                                                         | Reti                                                                 | Note                                                                 |
| -------------------------------------------------------------------- | -------------------------------------------------------------------- | -------------------------------------------------------------------- | -------------------------------------------------------------------- | -------------------------------------------------------------------- | -------------------------------------------------------------------- | -------------------------------------------------------------------- | -------------------------------------------------------------------- |
| 02-08-1998                                                           | Munenga                                                              | Guinea Equatoriale                                                   | 0 – 2                                                                | Gabon                                                                | Qual. Coppa d'Africa 2000                                            | -                                                                    | Ammonizione                                                          |
| 16-08-1998                                                           | Libreville                                                           | Gabon                                                                | 3 – 0                                                                | Guinea Equatoriale                                                   | Qual. Coppa d'Africa 2000                                            | -                                                                    |                                                                      |
| 23-01-2000                                                           | Kumasi                                                               | Sudafrica                                                            | 3 – 1                                                                | Gabon                                                                | Coppa d'Africa 2000                                                  | -                                                                    | Ammonizione                                                          |
| 29-01-2000                                                           | Kumasi                                                               | Gabon                                                                | 1 – 3                                                                | Algeria                                                              | Coppa d'Africa 2000                                                  | -                                                                    | 26’                                                                  |
| Totale                                                               |                                                                      | Presenze                                                             | 4                                                                    |                                                                      | Reti                                                                 | 0                                                                    |                                                                      |